# .ru

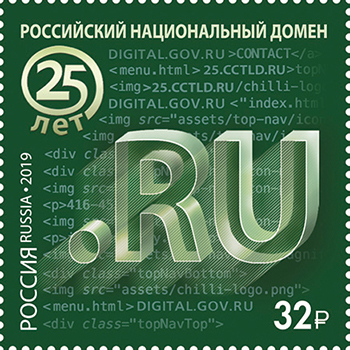
2019 年的俄罗斯邮票，可见 .RU 字样及注释 Российский национальный домен （俄罗斯国家域名）

.ru為俄羅斯國家及地區頂級域（ccTLD）的域名。
俄罗斯政府认为.ru域名翻译成斯拉夫语是巴拉圭的顶级域名.py，这样会引起安全问题。因此俄罗斯正在试图改变顶级域名，换用斯拉夫语.рф。

## 外部連結
- IANA .ru whois information（页面存档备份，存于）
- RU-CENTER（页面存档备份，存于）
- RIPN